# Шавови (филм)
Шавови је српски филм продуцентске куће West End Productions, редитеља Мирослава Мише Терзића, а по сценарију Елме Татарагић са Снежаном Богдановић у главној улози. Филм је инспирисан истинитом причом једне од мајки несталих беба у Србији и представља социјалну драму са елементима трилера. Настао је у копродукцији наше земље са Словенијом, Хрватском и Босном и Херцеговином, а уз подршку Филмског центра Србије.
Филм је светску премијеру имао у оквиру 69. Берлинског филмског фестивала, на којем је награђен престижном наградом Europa Cinemas Label за најбољи европски филм у програму Панорама и другом наградом публике, док је премијеру у Србији имао 1. марта 2019. у оквиру 47. ФЕСТ-а. Филм је инспирисан истинитим догађајима.

## О филму
Филм је заснован на истинитим догађајима - крађа беба из породилишта, лажне смрти, њихова продаја, преварене мајке и уништене породице, покидани шавови... Сценарио за филм инспирисан је сведочењем београдске кројачице Дринке Радоњић која је скоро две деценије тражила свог "мртвог сина".
Одјавну песму "Неко чека на тебе" компоновала је Александра Ковач, а отпевала је Габи Новак.

## Радња
Анина рутина се прекида када случајно сазна да је њен син, који је наводно умро након рођења пре 17 година, још увек жив, као што је и сумњала свих тих година. Док је она опседнута потрагом, породица јој се распада, али она не може да престане док не сазна истину. Сестра јој се придружује, помажући јој да пронађе сина, сада тинејџера, који живи у граду недалеко од Београда.
Овај филм се бави темом новорођених беба несталих из болница које су годинама, а по сведочењима стотина родитеља, проглашаване умрлима, а заправо продаване на усвајање. Сценарио је инспирисан сведочанством кројачице из Београда, која скоро 20 година трага за својим умрлим сином.
Она се бори против болничке администрације и лекара, полиције, судова, општинских функционера како би добила исправну умрлицу која би пружила доказ где јој је дете сахрањено.

## Улоге
| Глумац              | Улога              |
| ------------------- | ------------------ |
| Снежана Богдановић  | Ана                |
| Марко Баћовић       | Јован              |
| Јована Стојиљковић  | Ивана              |
| Весна Тривалић      | Марија             |
| Драгана Варагић     | Докторка           |
| Павле Чемерикић     | Марко Јелић        |
| Игор Бенчина        | Начелник полиције  |
| Раде Марковић млађи |                    |
| Радослав Миленковић |                    |
| Ксенија Маринковић  | Нада               |
| Јелена Ступљанин    | Службеница         |
| Бојан Жировић       | инспектор Ратковић |
| Радоје Чупић        | Комшија            |

## Награде
- 69. Берлински филмски фестивал - II награда публике[8]
- 69. Берлински филмски фестивал - Europa Cinemas Label у оквиру програма Панорама[3]
- Међународни ФФ у Софији - Специјално признање[9]